# Dongting Hu (Antarktika)
Dongting Hu (chinesisch 洞庭湖) ist ein See an der Ingrid-Christensen-Küste des ostantarktischen Prinzessin-Elisabeth-Lands. Er liegt östlich des Dabie Shan im Zentrum der Halbinsel Haizhu Bandao in den Larsemann Hills.
Chinesische Wissenschaftler benannten ihn 1983 im Zuge der Erstellung von Luftaufnahmen und Kartierungsarbeiten.